# Carbondale (Illinois)
Carbondale is een plaats (city) in de Amerikaanse staat Illinois, en valt bestuurlijk gezien onder Jackson County.

## Demografie
Bij de volkstelling in 2000 werd het aantal inwoners vastgesteld op 20.681.
In 2006 is het aantal inwoners door het United States Census Bureau geschat op 24.881, een stijging van 4200 (20,3%).

## Geografie
Volgens het United States Census Bureau beslaat de plaats een oppervlakte van
31,4 km², waarvan 30,8 km² land en 0,6 km² water. Carbondale ligt op ongeveer 137 m boven zeeniveau.

## Geboren in Carbondale (IL)
- Frankie Trumbauer (1901-1956), jazzsaxofonist
- Laurie Metcalf (1955), actrice
- Paul Gilbert (1966), gitarist

## Plaatsen in de nabije omgeving
De onderstaande figuur toont nabijgelegen plaatsen in een straal van 16 km rond Carbondale.